# Jusuf Nurkić
Jusuf Nurkić (ur. 23 sierpnia 1994 w Tuzli) – bośniacki koszykarz, występujący na pozycji środkowego, reprezentant kraju, od 2023 zawodnik zespołu Phoenix Suns.
13 lutego 2017 został wytransferowany przez Nuggets wraz z chronionym wyborem I rundy draftu 2017 do Portland Trail Blazers, w zamian za Masona Plumlee, wybór II rundy draftu 2018 oraz zobowiązania gotówkowe.
27 września 2023 został wytransferowany do Phoenix Suns.

## Osiągnięcia
Stan na 28 września 2023, na podstawie, o ile nie zaznaczono inaczej.
Drużynowe
- Mistrz Chorwacji (2014)
- Zdobywca Pucharu Chorwacji (2014)
- MVP finałów ligi chorwackiej (2014)

NBA
- Zaliczony do II składu debiutantów NBA (2015)[6]
- Uczestnik Rising Stars Challenge (2015)

Reprezentacja
- Mistrz Europy Dywizji B U-20 (2014)
- Uczestnik:
  - kwalifikacji do Eurobasketu (2013, 2017)
  - Eurobasketu dywizji B U–18 (2012)
- MVP Eurobasketu dywizji B:
  - U–18 (2012)
  - U–20 (2014)
- Zaliczony do I składu Eurobasketu U–20 dywizji B (2014)